# SV Sachsen 90 Werdau

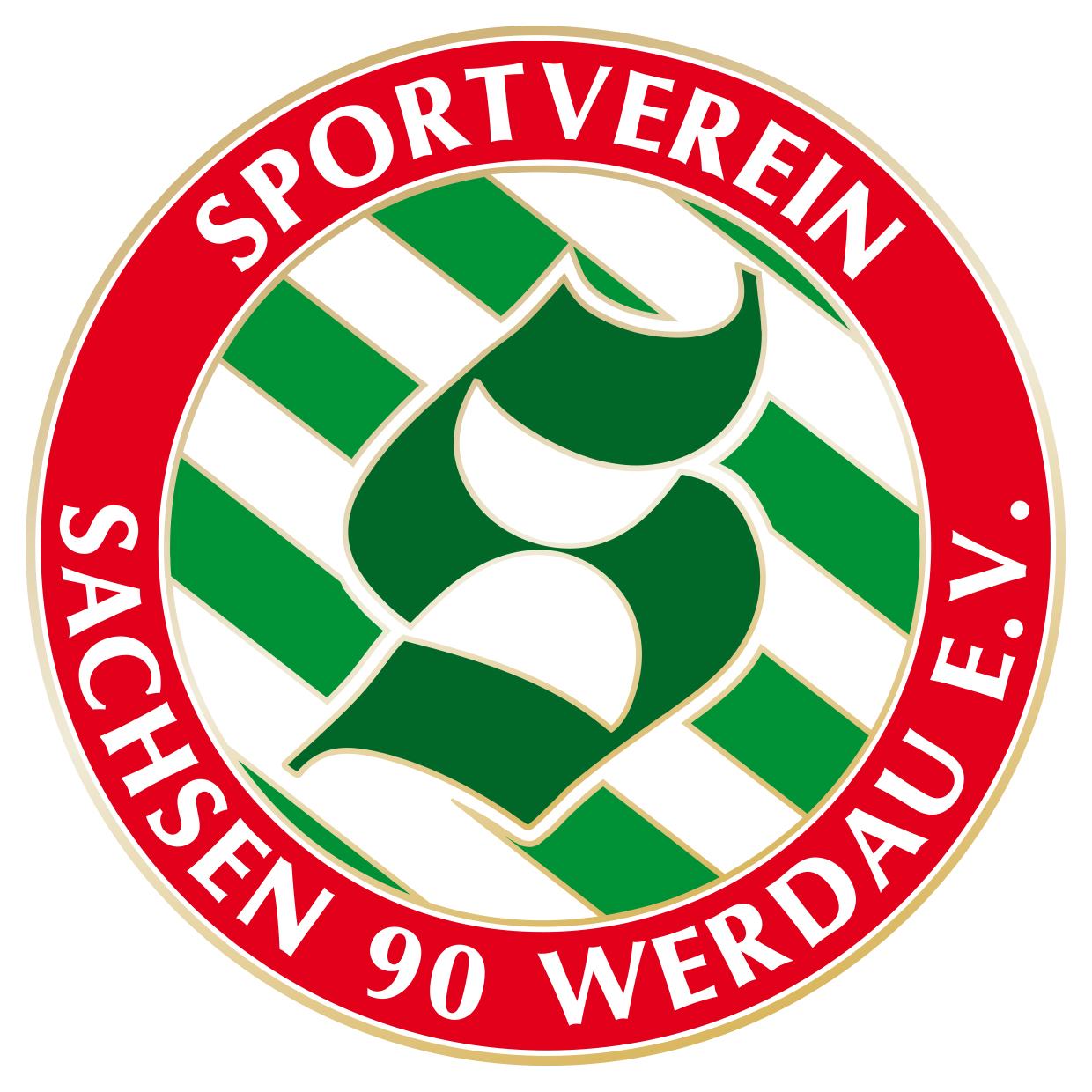
Vereinslogo des SV Sachsen 90 Werdau

Der SV Sachsen 90 Werdau ist ein Sport- und Freizeitverein in der westsächsischen Kleinstadt Werdau. Er ist nach dem FSV Zwickau und dem ESV Lokomotive Zwickau mit etwa 1.100 der mitgliederstärkste Verein im Landkreis Zwickau.

## Geschichte
Der SV Sachsen 90 Werdau wurde am 25. April 1990 in der Sportschule Werdau von 25 Fußballern gegründet. Die überwiegende Mehrheit waren vereinslose Spieler der aufgelösten BSG Stahl Werdau, bei der sich der Trägerbetrieb VEB Rohrleitungsbau Werdau durch die politische Wende aus der Sportförderung zurückgezogen hatte. Dazu kamen noch 4 Spieler der aufgelösten 2. Mannschaft der BSG Motor Werdau/SV Rot-Weiß Werdau. Die Idee und das Ziel der Vereinsgründung der Spieler war, wieder am Spielbetrieb teilnehmen zu können. Die Einstufung der Fußballer erfolgte 1990/91 in die 1. Kreisliga, der damals höchsten Spielklasse im Kreis Werdau. Die Gründung des SV Sachsen 90 Werdau war eine der ersten Vereinsneugründungen nach der Wende in der ehemaligen DDR.

## Abteilungen
Der SV Sachsen 90 Werdau entwickelte sich nach seiner Gründung durch Sponsoren und  Mitglieder immer weiter und hat mittlerweile 18 Abteilungen im Sport- und Freizeitbereich. Das sind neben dem Fußball (in allen Altersklassen als FC Sachsen 90 Werdau), Fasching (als Werdauer Faschingsclub), Heimatverein Landwehrgrund, Handball, Aerobic, Cheerleading, Freizeitfußball (Alte Herren), Gesundheitssport, Gymnastik, Kindersport, Leichtathletik, Radfahren, Schwimmen, Seniorensport, Triathlon, Volleyball, Line Dance und Inlineskating. 1991 kamen noch die Ringer der BSG Motor Werdau dazu, die 2002 den Verein wieder verließen und mit dem AC 1897 Werdau einen Ringerverein gründeten. In dieser Zeit unter dem SV Sachsen 90 Werdau schafften die Ringer den Aufstieg in die 1. Bundesliga.

## Sportstätten
Der Verein bietet mit dem Stadion im Landwehrgrund und der Sachsenarena hervorragende Trainings- und Wettkampfbedingungen. Weitere Sportstätten sind die Erich Glowatzky Sport- und Mehrzweckhalle in Fraureuth, die Sportschule Werdau, die Turnhalle des Gymnasiums Alexander von Humboldt und das Koberbachcentrum Langenhessen.